# 马大社会主义俱乐部
马大社会主义俱乐部（英語：University Socialist Club；abbrev: USC）是一个于1953年至1971年活跃于英属马来亚和后殖民时代的马来西亚和新加坡的学生组织。1953年，当时设于新加坡的马来亚大学的左翼学生正式成立社会主义俱乐部。该俱乐部的成员在英属马来亚脱离大英帝国独立以及关于后殖民国家形态的辩论中发挥了重要作用。该俱乐部对于人民行动党和后来的新加坡社会主义阵线的组建和早期成功发挥了重要作用。俱乐部的著名成员包括王赓武、塞拉潘·纳丹、傅樹介、桑德拉斯加兰·兀哈尔、林福寿、许通美和拉惹古玛。

## 背景
第二次世界大战的结束促进了世界各地的民族独立运动，英国殖民地日益增长的民族主义情绪威胁到了战前的大英帝国。当地民族主义者和英国统治者都期望促进非殖民化。与此同时，冷战的兴起也推动了文化和意识形态的变革。当俱乐部成立时，新加坡仍处于紧急状态条例的控制之下，这是殖民政权在马来亚半岛和新加坡各地针对共产主义叛乱而实施的。英国人将马来亚共产党的地下活动视为威胁。反英活动和殖民政府反应的一个典型例子是，1951年1月，35名马来亚大学学生因作为反英同盟成员参与反殖民运动而被捕。社会主义俱乐部于1953年在民族主义、非殖民化和现代主义的影响下成立。

## 俱乐部的起源
马大社会主义俱乐部的起源可以追溯到马来亚大学医学院学生举行的政治讨论。随后讨论范围扩大到武吉知马校区文理学院的学生 (13)。1952年10月，医科生和文科生在路旅社休息室举行辩论，提出了建立一般政治辩论社的构想。
1953年2月21日，俱乐部成立大会召开。会议期间，通过了将俱乐部称为社会主义俱乐部的提案。大会选出了中央工作委员会的成员：王赓武被选为第一任主席，Oorjitham担任秘书长，兀哈尔担任出版秘书。马大社会主义俱乐部章程起草如下：
1. 激发学生的政治讨论和积极分子
2. 宣传社会主义思想
3. 支持马来亚大学学生会维护学生权利的诉求
4. 研究马来亚的团结手段[5]

上述俱乐部章程也体现了俱乐部是以灵活和开放的方式设立的，因此任何有不同政治观点的个人都可以成为会员，只要这些观点支持反殖民主义。
1954年2月，俱乐部在校园内发行的机关刊物被命名为《华惹》（Fajar，阿拉伯语的意思为“黎明”）。3月，第一期《华惹》出版。

## 华惹审判
1954年5月，《华惹》编委会成员因发表题为《在亚洲的侵略》的涉嫌煽动性文章而被捕。然而，经过三天的审判后，编委会成员获释。英女皇律师丹尼斯·普里特担任被告的首席律师，李光耀（当时一位年轻律师）和陈伟忠作为初级律师协助他。《华惹》编委会八名被告如下：
- 资深成员：

James Puthucheary（荣誉文科）；傅樹介（3年级医学生）；拉惹古玛（4年纪医学生）；林群杰（3年级文科生）；柯武山（3年级文科生）
- 新人：

P. Arudsothy（1年级文科生）；Edwin Thumboo（1年级文科生）；Thomas Varkey（1年级文科生）
如果包括Jeyaraj C. Rajarao（文科一年级），实际被捕的编委会成员人数为9人。然而，只有8名成员被控，因为Jayaraj在1954年5月被捕和审讯后辞去了编委会职务。
丹尼斯·普里特在审判中发挥了重要作用。然而，是谁邀请普里特为学生辩护的问题尚不清楚。在《白衣人》一书中，说是李光耀安排的(35)。而根据傅树介的回忆，是一位名叫约翰·埃伯的马来亚民主同盟前领导人负责安排。由于相反的叙述，邀请普里特的人的身份仍然不清楚。然而，毫无疑问，李光耀在8月26日《海峡时报》宣布取得“言论自由的巨大胜利”后，享有广泛的声誉。

### 华惹审判的影响
华惹审判审判是战后马来西亚和新加坡首次煽动叛乱案审判；俱乐部的最终胜利成为这一地区非殖民化进程中的显著里程碑之一。
首先，华惹审判见证了民族主义思潮对马来亚各阶层人民产生巨大影响的历史时期。包括华校学生和工人在内的左倾个人和组织为俱乐部的辩护基金慷慨解囊。许多学者站出来公开支持该俱乐部。
其次，对于俱乐部本身来说，这次意外的胜利无疑是其成员在新加坡传播社会主义思想，甚至通过泛马来亚学联在马来亚掀起波澜的有效和振奋人心的结果。审判结束后，充满激情的俱乐部也开始以非大学生为对象，扩大其演讲和论坛的影响力。另一方面，此次审判也影响了俱乐部的组织架构。在俱乐部成立的第一年，它既有左翼社会主义者，也有中间派倾向的人。华惹审判使后者离开了俱乐部。
此外，华惹审判不仅为李光耀的政治生涯铺平了道路，也为俱乐部与李光耀未来即将展开的合作关系奠定了基础。庭审结束后，李光耀被全体新加坡人称赞为一位勤奋、值得信赖、致力于反殖民主义民族解放事业的社会主义律师。通过这次合作，李光耀获得了几名被告的俱乐部成员的信任；这些人随后帮助李光耀于1954年11月成立人民行动党。俱乐部参与了对该党的目标和方向及其党章草案的讨论。更重要的是，该俱乐部在对不同社会阶层产生影响的同时，还支持人民行动党的成立。即使在人民行动党第一次选举只有四名候选人时，俱乐部成员也煞费苦心地为候选人拉票。

## 1961年人民行动党分裂（支持社会主义阵线）
1961年人民行动党分裂时，许多俱乐部成员和校友加入了左倾的新加坡社会主义阵线。傅樹介、桑德拉斯加兰·兀哈尔、林福寿和James Puthucheary成为12人组成的执行委员会委员（兀哈尔任副主席，林福寿是党报《阵线报》的编辑）。其他成员如Philomen Oorijtham、陈精贵、林树平和詹盛南也加入社阵成为一般党员。马大社会主义俱乐部支持社阵对马来西亚计划的批评。

## 1963年冷藏行动
1963年2月2日，多名俱乐部校友在冷藏行动中被捕并被判入狱：林福寿被判16年；傅樹介被判15年直至1973年，又被判3年。其他被捕者还包括兀哈尔、贾米特·辛格、A·马哈德瓦、林树平、何飘和James Puthucheary。随后，《华惹》和五个南洋大学的出版物于2月在新加坡被查禁（283）。
在“冷藏行动”的记录中，马大社会主义俱乐部被视为亲共产主义组织(156)。然而，许多学者或作家以各种方式为俱乐部辩护。

## 1960年代中期争取大学自治的学生运动
20世纪60年代中期，学生政治代表了不同教育背景的学生组织的大规模融合。无论是英语教育群体还是华语教育群体，都表现出以问题为导向，求同存异、相互尊重、共同追求大学自主权的倾向。
该俱乐部在1960年10月由马大社会主义俱乐部、南大政治学会及新加坡工艺学院政治学会组成的联合行动委员会的工作中发挥了积极作用，以反对人民行动党政府干预大学自治和学生权利联盟。
人民行动党上台并获得对这个新生国家的绝对控制权后，它与俱乐部的关系发生了本质的变化。1966年，文化部责令社会主义俱乐部取得《Siaran》的出版许可，否则就需要停止出版；俱乐部被告知要根据《社团法》向社团注册官登记。
在20世纪60年代的学生活动中，俱乐部仍然在校园内保持着影响力，并举起了与另类学生团体结盟的大旗，捍卫学生的权利和言论自由，使其免受政府的干预。从1966年学生运动爆发到1971年，见证了俱乐部在人民行动党政府日益加强的社会控制下的最后挣扎。最终，马大社会主义俱乐部在1971年被注销。
1975年政府重建新加坡大学学生会；学生失去了自行选举领袖的权利，学生会的经费也归大学行政部门控制。这些规定是对学生活动的有力限制。因此玛丽·特恩布尔认为这是记录学生激进主义终结的里程碑。

## 其他
马大社会主义俱乐部一些成员加入了马来亚左翼政党的斗争，例如拉惹古玛加入了马来亚劳工党，卡欣阿末加入了马来亚人民党。